# Aquidauanense Futebol Clube
El Aquidauanense Futebol Clube es un equipo de fútbol de Brasil que juega en el Campeonato Sul-Matogrossense el campeonato estatal del estado de Mato Grosso del Sur.

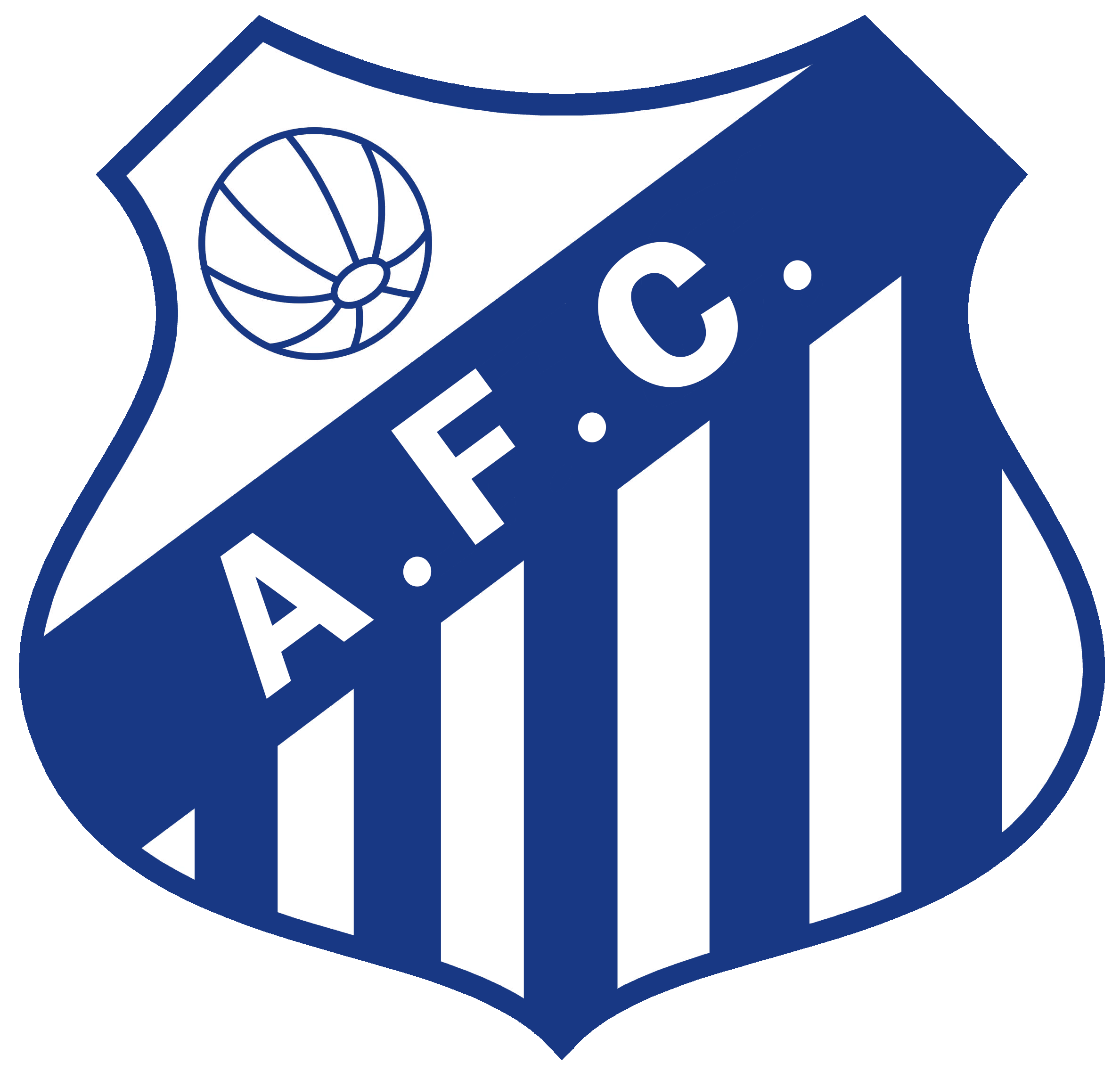

## Historia
Fue fundado el 10 de diciembre de 2001 en la ciudad de Aquidauana del estado de Mato Grosso del Sur como Escolinha de Futebol Aquidauanense como una escuela de fútbol, pero que al volverse equipo profesional cambió su nombre por el que tiene actualmente.
En 2007 a pesar de terminar en décimo lugar en la segunda división estatal fue promovido al Campeonato Sul-Matogrossense, logrando el subcampeonato estatal en 2011 al perder la final contra el CENE, con lo que obtuvo la clasificación a la Copa de Brasil de 2012, su primera aparición en un torneo a nivel nacional, en la que serían eliminados en primera ronda por el Bahia de Feira del estado de Bahía con marcador global de 1-2.
En 2019 logra la clasificación al Campeonato Brasileño de Serie D por primera vez al jugar la fase final del Campeonato Sul-Matogrossense, así como la clasificación a la Copa de Brasil por segunda ocasión en 2020.

## Palmarés
- Campeonato Sul-Matogrossense Serie B: 1

2018